# Seesanierung
Seesanierung als Teilgebiet der Seentherapie umfasst Maßnahmen im Einzugsgebiet, die der Verbesserung des Zustandes von Seen und anderen Stillgewässern dienen. Maßnahmen innerhalb von Seen dienen der Seerestaurierung. Sie werden zum Beispiel gegen das Umkippen von Seen eingesetzt.

## Ausgangssituation
Seen, die saniert werden sollen, sind in der Regel eutroph oder sogar hypertroph, d. h., sie enthalten zu viele Nährstoffe, insbesondere zu viel Phosphat. Dadurch bildet sich in der trophogenen Schicht zu viel Biomasse, bei deren Abbau in der tropholytischen Schicht Sauerstoff verbraucht wird. Das kann dazu führen, dass der See in der Tiefe anaerob (sauerstofffrei) wird. Dadurch sterben aerobe Organismen, also alle, die Sauerstoff benötigen. In der Tiefe bilden sich dann die in der Regel giftigen anaeroben Abbauprodukte, wie z. B. Schwefelwasserstoff und Ammoniak. Am Seeboden bildet sich Faulschlamm. Ferner sammelt sich dort Phosphat an, ohne mit dreiwertigem Eisen eine unlösliche Verbindung bilden zu können. Dadurch bleibt seine Düngepotenz auch nach einer Vollzirkulation erhalten – der See gilt als umgekippt.

## Mögliche Sanierungsmaßnahmen

### Verringerung des Eintrags von Nährstoffen
Zunächst kann man den Nährstoffeintrag durch die Zuläufe verringern, beispielsweise durch den Bau von Kläranlagen oder zumindest Sickergruben oder Ringleitungen. Falls der Eintrag durch diffuse Quellen erfolgt, müssen weitreichendere Maßnahmen ergriffen werden. In der Schweiz wurde bei der Sanierung der drei Mittellandseen (Baldeggersee, Sempachersee, Hallwilersee) die bis unmittelbar ans Ufer reichenden Weiden in Brachland oder sehr extensives Weideland überführt und die Zahl der Großvieheinheiten wurde merklich verringert. Bei kleineren Seen, eher Weihern, die von Laubbäumen umstanden sind, müssen Bäume gefällt werden, um den Laubeintrag zu verringern.
Der Eintrag von Nährstoffen aus Vogelkot kann vermindert werden, wenn ein Fütterungsverbot für Wasservögel verordnet (und überwacht) wird, da das Zufüttern (und Futter ausstreuen) Vögel anlockt, am Weiterziehen hemmt oder deren Überlebenschancen in der kalten Jahreszeit verbessert und so das natürliche Gleichgewicht stört. Ebenso kann übermäßiger Fischbesatz und das Zufüttern der Fische zu Nährstoffeintragungen führen.

### Vorsee
Vorseen gibt es manchmal in der Natur. Es handelt sich um ein kleines Becken, das das zulaufende Wasser aufnimmt, es sollte mehrere Tage dort verweilen. Dort setzen sich Feststoffe ab, die den See nicht belasten. In der Seesanierung macht man sich dieses Konzept zu Nutze und konstruiert künstliche Vorseen. Ein solcher See besteht in einem Bereich, der durch Folie vom Hauptsee getrennt ist und wo nur aus der oberen Schicht Wasser in den Hauptsee gelangt. Da sich Material ablagert, muss der Vorsee regelmäßig ausgebaggert werden. Das ausgebaggerte Material muss oft als Sondermüll entsorgt werden. Ein Beispiel für eine solche Sanierung ist der Flughafensee in Berlin.

### Belüftung

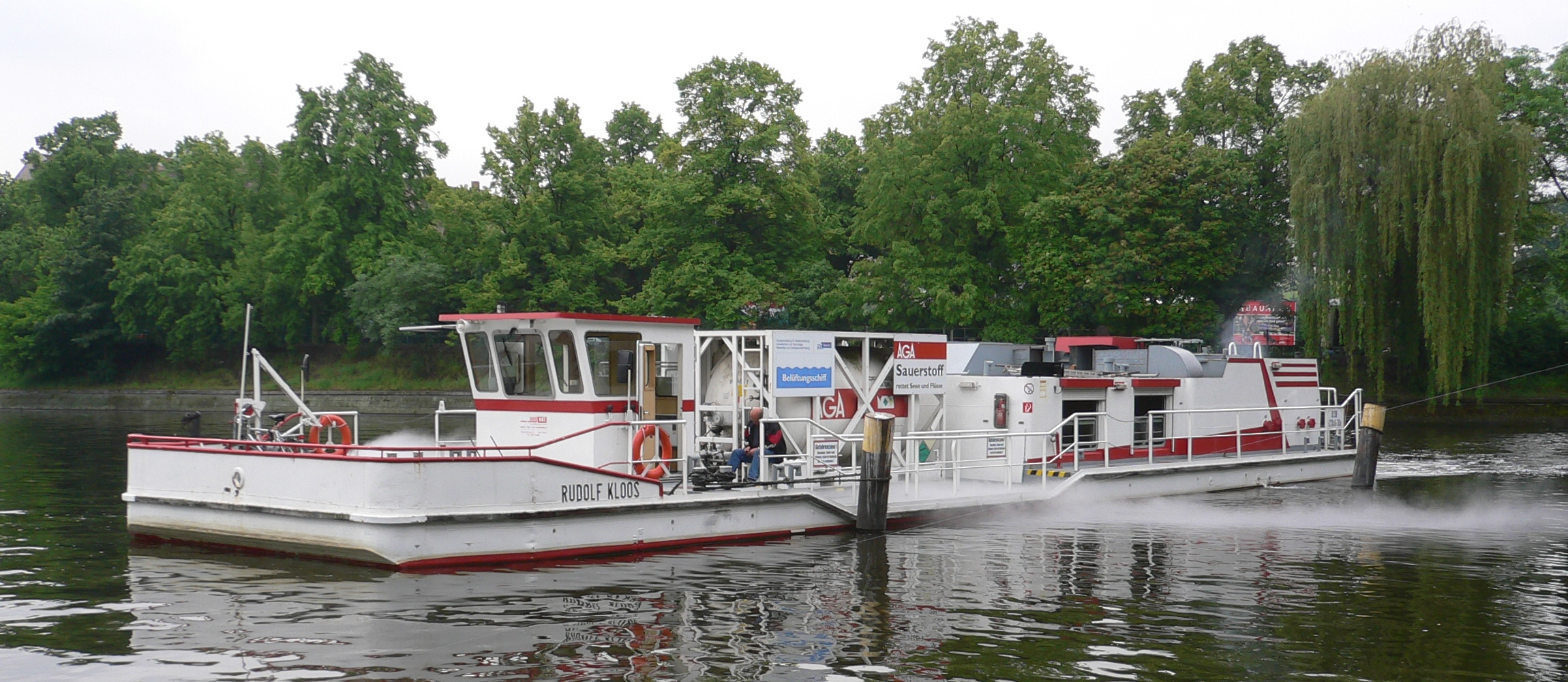
Berliner Gewässer-Belüftungsschiff Rudolf Kloos im Einsatz auf dem Landwehrkanal

Um zu verhindern, dass der See umkippt, bietet es sich an, dem Wasser Sauerstoff zuzuführen. Das kann auf verschiedene Art geschehen.

#### Oberflächenbelüftung
Luft wird der Oberflächenschicht zugeführt. Dies kann durch einen oder mehrere Springbrunnen geschehen, oder durch einen künstlichen Wasserfall. Diese Maßnahme wird häufig im Bereich städtischer Weiher angewendet, wenn es auch ästhetische Anforderungen gibt; aus gewässerökologischer Sicht hat sie viele Nachteile.
1. Manchmal überwiegen die ästhetischen Überlegungen und der Springbrunnen oder Wasserfall wird nachts abgestellt. Gerade nachts ist aber der Sauerstoffbedarf am höchsten, denn dann können die Algen keine Photosynthese betreiben und verbrauchen Sauerstoff. Die niedrigste Sauerstoffkonzentration im Wasser wird bei Sonnenaufgang gemessen.
2. Wenn das Wasser aufprallt, werden kleine Algen und einzellige Organismen zerschlagen. Sie sterben und die Biomasse "düngt" den See zusätzlich.
3. Durch die ständige Bewegung kommt es zu einer Zirkulation des Wassers, was dazu führen kann, dass sich keine Sprungschicht ausbildet. Das führt dazu, dass keine Nährstoffe am Boden des Sees festgelegt werden können. Alles wird ständig wieder umgewirbelt

#### Tiefenbelüftung
Dabei wird Sauerstoff oder Luft mittels Schläuchen in den See gepumpt und dort über Düsen eingebracht. Wenn Luft eingetragen wird, wird der Sauerstoff im Wasser gelöst, die übrigen Luftbestandteile jedoch nicht vollständig. Die aufsteigenden Gasblasen führen zu einer Wasserdurchmischung und kann eine Störung der Sprungschicht zur Folge haben (bei immer währender und ununterbrochener Belüftung sogar ganz sicher). Neue Systeme setzen darauf an, dem Gewässer in zeitlich versetzten Abständen die notwendige Luft zuzuführen, sodass im besten Fall die Sprungschicht voll erhalten bleiben kann und dennoch der Sauerstoffgehalt im gesamten Gewässer deutlich ansteigt. Idealerweise ist die reine Sauerstoffbelüftung jedoch vorzuziehen. Dabei wird nur reiner Sauerstoff verdüst. Man kann berechnen, wie viel eingebracht werden kann, damit er bis zum Erreichen der Sprungschicht vollständig verbraucht ist. Dann wird die Schichtung nicht gestört. In beiden Fällen erhält der See Sauerstoff in der Tiefe, bei letztgenannter reiner Sauerstoffbelüftung nur in der Tiefe. Die Methode mit reinem Sauerstoff nur die Tiefe bis zur Sprungschicht zu belüften ist sehr viel teurer als die Belüftung mit Sauerstoff gewonnen aus der Umgebungsluft.

#### Belüftung des Seegrundes
Durch Zuführung von Calciumperoxid als Pulver oder Granulat kann dem Bodenschlamm Sauerstoff zugeführt werden. Am Teichgrund abgesetztes und dann im Teichschlamm eingelagertes Calciumperoxid zersetzt sich langsam unter Sauerstoffabspaltung, der dann schlammabbauenden Mikroorganismen zur Verfügung steht. Gleichzeitig werden beim Schlammabbauprozess freigesetzte Phosphate als Calciumphosphat gebunden (siehe auch Phosphatelimination).

### Ausbaggern
Handelt es sich um einen flachen See und/oder hat sich viel Schlamm am Seegrund abgesetzt, kann es sinnvoll sein, den See auszubaggern. Dadurch wird zum einen der Nährstoffgehalt verringert, wenn z. B. sich zersetzende Pflanzenreste entfernt werden; zum anderen kann sich in der kälteren, tieferen Wasserschicht mehr Sauerstoff lösen. Gestaute Weiher werden zum Ausbaggern auch oft ganz abgelassen.

### Olszewski-Rohr
Besitzt ein See einen oberflächlichen Ablauf, so kann auch ein Olszewski-Rohr installiert werden. Es handelt sich um einen Abzug des nährstoffreichen Tiefenwassers ohne zusätzlichen Energieaufwand. Der natürliche Ablauf wird abgesperrt. An seiner Stelle wird eine lange Röhre bis zum tiefsten Punkt des Sees verlegt. Nach dem Prinzip der kommunizierenden Röhren steigt nun das Tiefenwasser durch das Rohr zur Ablaufstelle und verlässt den See anstelle von Oberflächenwasser.
Die Wirksamkeit dieses Verfahrens hängt von der Abflussmenge ab. Sie beruht auf der Tatsache, dass während der Stagnationsphasen eine nennenswerte Verschiebung der Phosphorgehalte aus dem Epilimnion in die tieferen Schichten durch die Sedimentation von Biomasse und Detritus stattfindet.